# داویت چهارم
داود چهارم یا داویت چهارم (به گرجی: დავით IV) معروف به داویتْ آغْماشِنِبِلی (به گرجی: დავით აღმაშენებელი) (به معنای سازنده) (۱۰۷۳ تا ۲۴ ژانویه ۱۱۲۵ میلادی) پادشاه گرجستان از سال ۱۰۸۹ تا ۱۱۲۵ میلادی و از سلسله باگراتیونی‌ها بوده‌است.
داویت چهارم در بین عوام بزرگ‌ترین و موفق‌ترین پادشاه مرد در تاریخ گرجستان محسوب می‌شود. او پس از تاج‌گذاری در سن شانزده سالگی به اشغال گرجستان توسط ترکان سلجوقی پایان داد و آنها را از گرجستان بیرون کرد. او همچنین در جنگ بزرگ دیدگوری در سال ۱۱۲۱ میلادی، اعراب و ترکان را شکست داد. داویت چهارم همچنین با سازماندهی دوبارهٔ ارتش و حکومت توانست گرجستان را دوباره متحد کرده و حتی سرزمین‌های مجاور گرجستان را نیز تحت کنترل خود درآورد و ضمیمهٔ گرجستان کرد. او یکی از دوست‌داران کلیسا و ترویج دهندهٔ فرهنگ مسیحیت بود و به همین سبب توسط کلیسای ارتدکس گرجی در شمار قدیسان آمده‌است.

## پادشاهی

قلمرو گرجستان در زمان حکومت داویت چهارم

داویت ۳۶ سال بر گرجستان حکومت کرد و در این مدت برای ملت خود بسیار خوبی آورد و نقش منحصربه‌فردی را در تاریخ گرجستان ایفا کرد. داویت که هوشیاری بسیار عجیب و قدرت علمی بسیار داشت، کار ایجاد پادشاهی متحد گرجستان را که توسط نیاکان او شروع شده بود، تکمیل کرد.
وقتی او به تخت سلطنت رسید، گرجستان در وضعیت سختی به سر می‌برد شرق و جنوب کشور خراب و تجزیه شده شده بود و ترکان آن را تصرف کرده بودند، کارتلی میانی ویران شده بود. از کارتلی جنوبی و کاختی خارجی، چادرنشینان به عنوان چراگاه استفاده می‌کردند. جمعیت کم شده بود و از روستاها ویرانه‌ای بیش نمانده‌بود.
داویت فعالیت‌های خود را با تدبیر به پیش برد. شروع به سامان بخشیدن به وضعیت داخلی کرد، در ارتش انضباط به وجود آورد، با لشکرکشی‌های کوچک، ارتش را به مرور ورزیده کرد و به این‌گونه امید پیروزی بزرگ آینده را در دل آنها زنده کرد. اهالی گریخته را به زمین‌های اصلی خود بازگرداند و به گستاخی اصیل زادگان فاسد و زمامداران کلیسا لگام زد، در ۱۲ اوت ۱۱۲۱ میلادی در دیدگوری در مقابل ائتلاف مسلمانان پیروز شد. پس از آن تفلیس را از دست ترکان آزاد کرد و به عنوان پایتخت انتخاب کرد. ملت شاکر، پادشاه معروف خود را «بانی» لقب دادند.
داویت چهارم دارای استعداد سیاسی و نظامی زیادی بود و همچنین از دانش آموختن نیز گریزی نداشت. خود دانش‌آموخته بود و در لشکرکشی‌ها با خود کتاب حمل می‌کرد و به انسان‌های عالم با احترام بسیار زیاد رفتار می‌کرد. جوانان با استعداد را به بیزانس برای تحصیل می‌فرستاد. با کوشش وی صومعه گلاتی، در شهر کوتائیسی احداث شد. داویت همچنین شروع به ساختن بیمارستان‌های مختلف در سراسر کشور کرد و از آموزش مردم نیز غافل نماند.

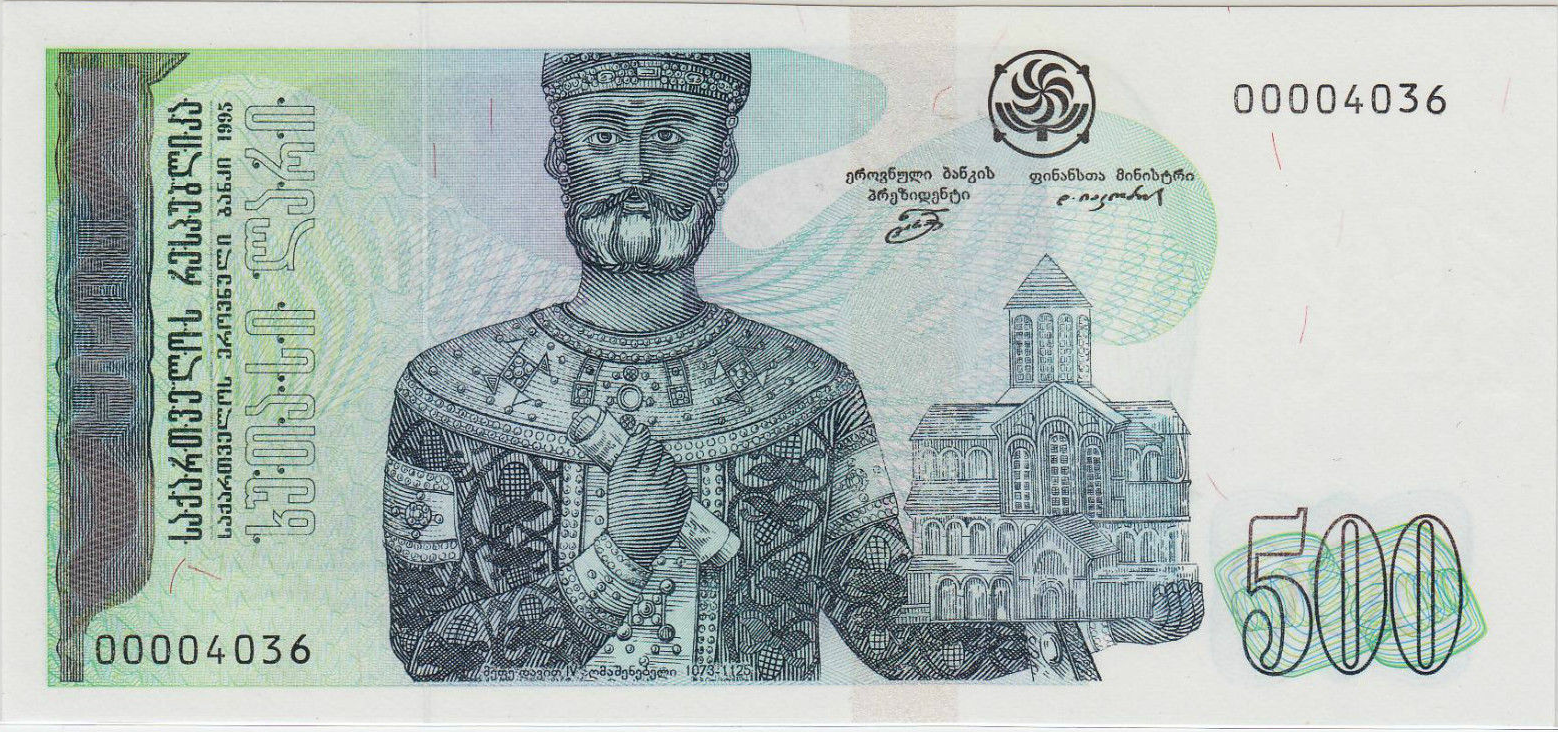
تصویر داویت چهارم بر روی اسکناس ۵۰۰ لاری گرجستان

داویت بانی نسبت به ملت‌های غیر گرجی و ادیان دیگر تسامح داشت. در کنار کلیساها، مسجد و کنیسه هم ساخته می‌شد. مورخان دیگر کشورها و آزاد اندیشان گرجستان درباره شخصیت محکم و بلند همتی او اشاره بسیار کرده‌اند: ایلیا چاوچاوادزه خدمت داویت را چنین ارزیابی می‌کند: «این پادشاه واقعاً بزرگوار گرجی‌ها را با هم جمع کرد، کشور ویران شده را ساخت، دشمن را به وحشت انداخت و از کشور فراری داد و اگر ما امروز در سرزمینمان هستیم نتیجه خدمت و نیز بیشتر تلاش وی می‌باشد درود بر ایشان». کلیسای ارتدکس گرجی داویت چهارم را در شمار مقدسان آورده‌است. ۲۶ ژانویه روز یادبود وی است.